# Rafz
Rafz ist eine politische Gemeinde im Bezirk Bülach des Kantons Zürich in der Schweiz. Nach ihr ist die rechtsrheinische Ausstülpung der Kantone Zürich und Schaffhausen, das Rafzerfeld, benannt, das geografisch zum Zürcher Unterland geschlagen wird. Der Mundartname von Rafz ist Rafz, älter: Afs, Afzg.
Rafz wurde 1413 erstmals erwähnt als Rafsa.

## Wappen
Blasonierung:
In Silber eine grüne Leiste, oben ein roter Pflug mit blauen Eisenteilen, unten drei verkürzte rote Spitzen

## Geografie
Rafz liegt an der deutschen Grenze auf 424 m ü. M. (Post), die Fläche der Gemeinde beträgt 1074 ha. Ende 2022 betrug die Einwohnerzahl 4670 Personen.

## Politik
Gemeindepräsident ist Kurt Altenburger (SP), der am 27. März 2022 mit 736 Stimmen bei einem absoluten Mehr von 434 Stimmen und einer Wahlbeteiligung von 33,15 % im Amt bestätigt wurde.
Bei der Nationalratswahl 2019 erreichten die Parteien folgende Wähleranteile: SVP 36,47 %, SP 16,30 %, glp 12,06 %, Grüne 11,02 %, FDP 11,88 %, EDU 4,54 %, EVP 4,01 %, CVP 3,32 %, BDP 1,83 % und andere (8) 1,37 %.
Die Wähleranteile bei der Nationalratswahl 2023: SVP 39,61 % (+3,15 %), SP 18,21 % (+1,91 %), FDP 8,75 % (−0,31 %), glp 8,51 % (−3,55 %), Die Mitte 8,02 % (+2,86 %), Grüne 6,5 % (−4,52 %), EVP 3,87 % (−0,14 %), EDU 3,28 % (−1,26 %), Aufrecht Zürich 1,28 %, andere (11) 1,96 %.
Bei den kantonalen Wahlen 2023 kandidierten fünf Personen verschiedener Parteien aus Rafz.

## Wirtschaft
Haupterwerbszweig war während Jahrhunderten die Landwirtschaft, die auch bestimmend für die kulturelle Ausrichtung der Gemeinde war. Erst später, nach der Erschliessung von Rafz durch die S-Bahn Zürich und die Autobahn A51 Bülach–Zürich, siedelten sich neue Branchen im Rafzerfeld an. Bekannt wurde es vor allem durch den Kiesabbau, der die Landschaft mancherorts geprägt hat. Heute ist Rafz das Zentrum dieses nördlichen Zipfels des Kantons Zürich. Die über 800 Arbeitsplätze von Rafz sind vorwiegend im Bereich Gartenbau, Hoch- und Tiefbau und Textilindustrie angesiedelt. Erwähnenswert ist auch die alle drei Jahre stattfindende Rafzer Herbstmäss, wo vor allem dem lokalen Wein ein starker Auftritt verschafft wird.

## Geschichte
Erstmals urkundlich erwähnt wurde Rafz in einer Schenkungsurkunde aus dem Jahre 870, ausgestellt von König Ludwig dem Deutschen, einem Enkel Karls des Grossen. Um «für sein eigenes Seelenheil und das seiner Vorfahren» etwas zu tun, übertrug er den Besitz des Odilloz zu Rafz dem Kloster Rheinau. Die Siedlung Rafz erlebte aber bald wieder andere Besitzverhältnisse durch verschiedene Tausch- und Abtretungsgeschäfte. Über Umwege wurde die Niedere Gerichtsbarkeit im Jahr 1496 an die Stadt Zürich verkauft. Von nun an war der Zürcher Landvogt zu Eglisau für die Bewohner des Rafzerfeldes zuständig. Die Hohe Gerichtsbarkeit verblieb den süddeutschen Grafen von Sulz. Die drei roten Spitzen im unteren Teil des Rafzer Wappens symbolisieren ihren Schild. Diese Herren führten ein bewegtes und aufwendiges Leben. Auch drückten die Nachwehen des Dreissigjährigen Krieges schwer auf das sulzische Haus. Man sah sich gezwungen, im Jahr 1651 die Hohe Gerichtsbarkeit ebenfalls an die Stadt Zürich zu verkaufen. Seither gehört das Rafzerfeld zum Stande Zürich und zur Eidgenossenschaft.
Während des Zweiten Weltkrieges bombardierte die US-Armee am 22. Februar 1945 Rafz irrtümlicherweise, hierbei starben acht Menschen.
Am 20. Februar 2015 kam es zum Eisenbahnunfall von Rafz, bei dem ein Lokomotivführer schwer verletzt wurde.

## Öffentlicher Verkehr
Rafz liegt im Zürcher Verkehrsverbund (ZVV). Der Bahnhof Rafz wird täglich von der S 9 Schaffhausen – Jestetten – Rafz – Zürich HB – Stettbach – Uster bedient. Die frühere S22 (Bülach – Rafz – Schaffhausen) wurde im Dezember 2015 in die heutige S9 integriert.
Ab Bahnhof Rafz verkehren mehrere Postautolinien:
545 Rafz, Bahnhof – Wil ZH – Hüntwangen, Dorf – Hüntwangen-Wil, Bahnhof
675 Rafz, Bahnhof – Rüdlingen – Buchberg – Flaach – Volken – Dorf – Humlikon – Henggart, Bahnhof

## Kirchen, Konfessionen
In Rafz sind vier christliche Gemeinschaften präsent:
- Die Kirche im Zentrum von Rafz befindet sich an der Chilegass und wird von der Evangelisch-reformierten Landeskirche genutzt. Das Gebäude geht auf das Jahr 1585 zurück. An der gleichen Stelle soll sich im Mittelalter eine Kapelle befunden haben, die dem hl. Nikolaus von Myra geweiht gewesen war. Bis 1496 war diese Kapelle eine Filiale der Mutterkirche in Lottstetten.[13]
- Die Römisch-katholische Landeskirche ist in Rafz mit der Auferstehungskirche St. Maria Magdalena präsent, die sich an der Badener-Landstrasse 12 befindet. Sie wurde 1994 eingeweiht und bietet ein Gesamtkunstwerk vom Künstler Alois Spichtig, das sich von der Strasse durch das Gebäude hindurch bis zum Altarraum hinzieht.[14]
- Die Evangelische Freikirche Rafz (EFRA) ist im Jahr 2002 durch den Zusammenschluss zweier freikirchlicher Gemeinden entstanden: der Chrischonagemeinde Rafz und der Freien Missionsgemeinde Rafz. Die Mitglieder der EFRA gehören zum Verein Chrischona Schweiz. Die Gottesdienste der EFRA finden im Zentrum Tannewäg statt.[15]
- Die Gemeinde für Christus (vormals Evangelischer Brüderverein) versammelt sich im Gemeindehaus GfC am Chrischonawäg 7.[16]

2022 waren 35,5 % der Bevölkerung evangelisch-reformiert, 18,1 % römisch-katholisch, und 46,4 % hatten eine andere oder keine Konfessionszugehörigkeit.

## Bilder

Rafz, historisches Luftbild von 1923, aufgenommen aus 300 Metern Höhe von Walter Mittelholzer
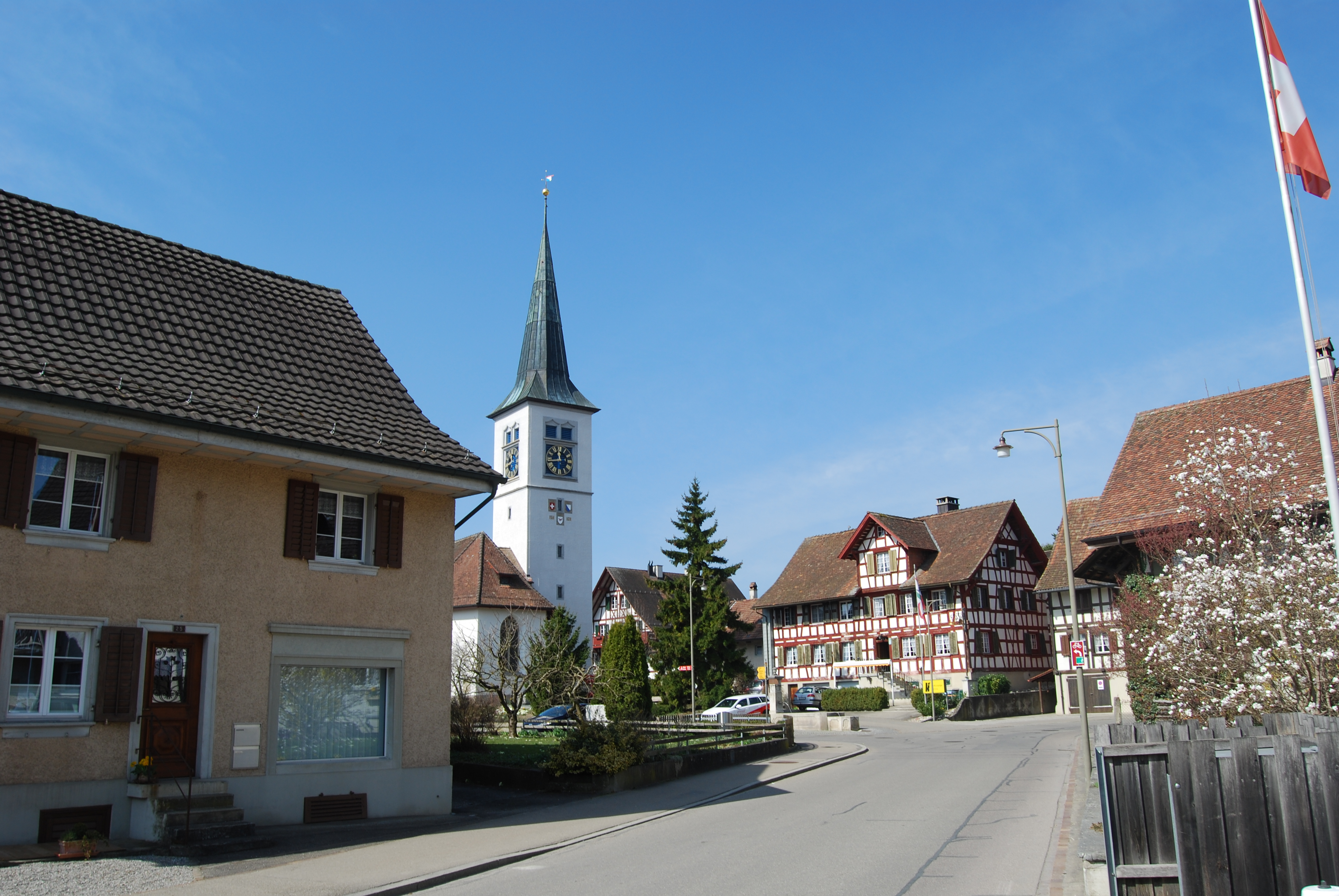
Dorfzentrum von Rafz
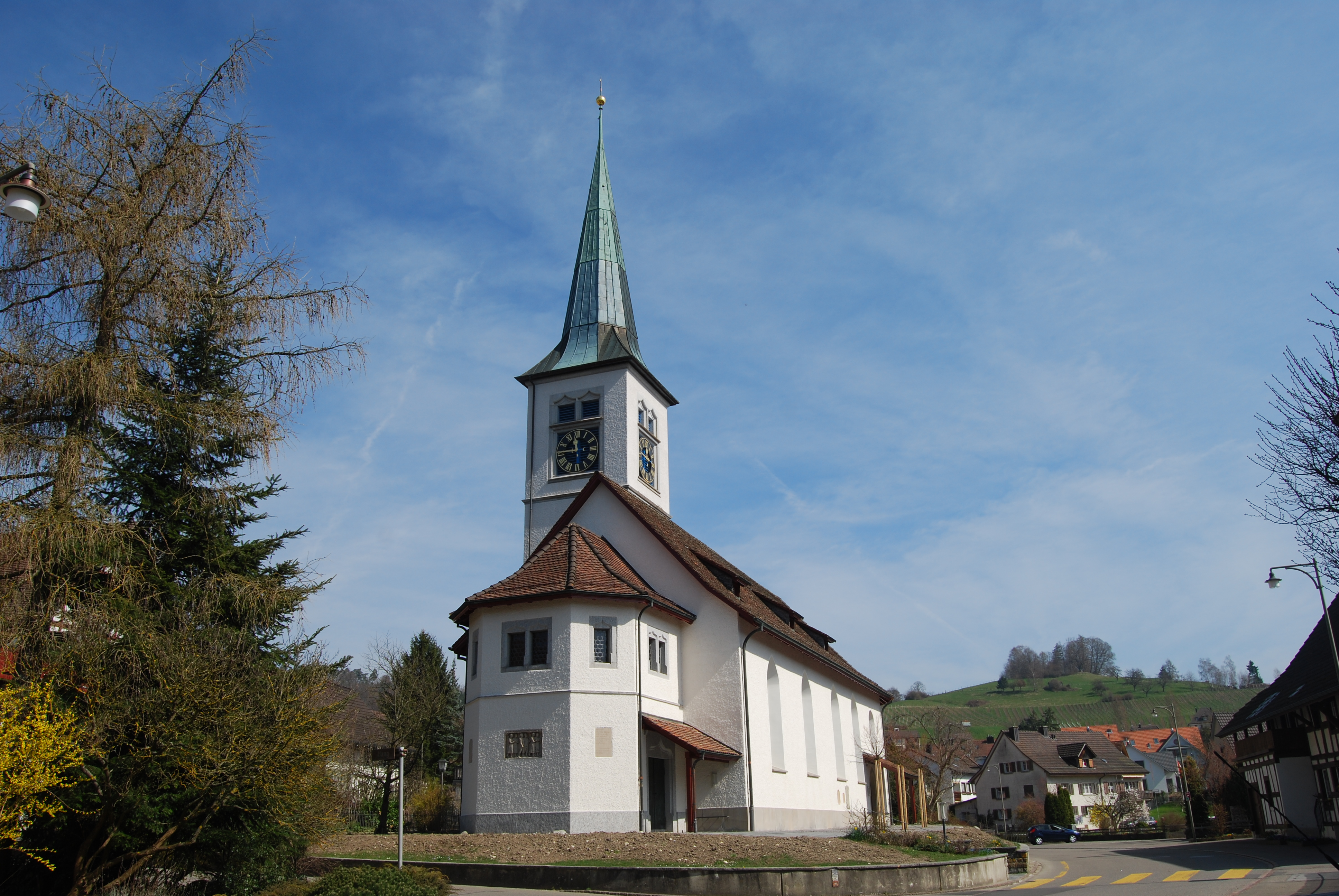
Reformierte Kirche von Rafz
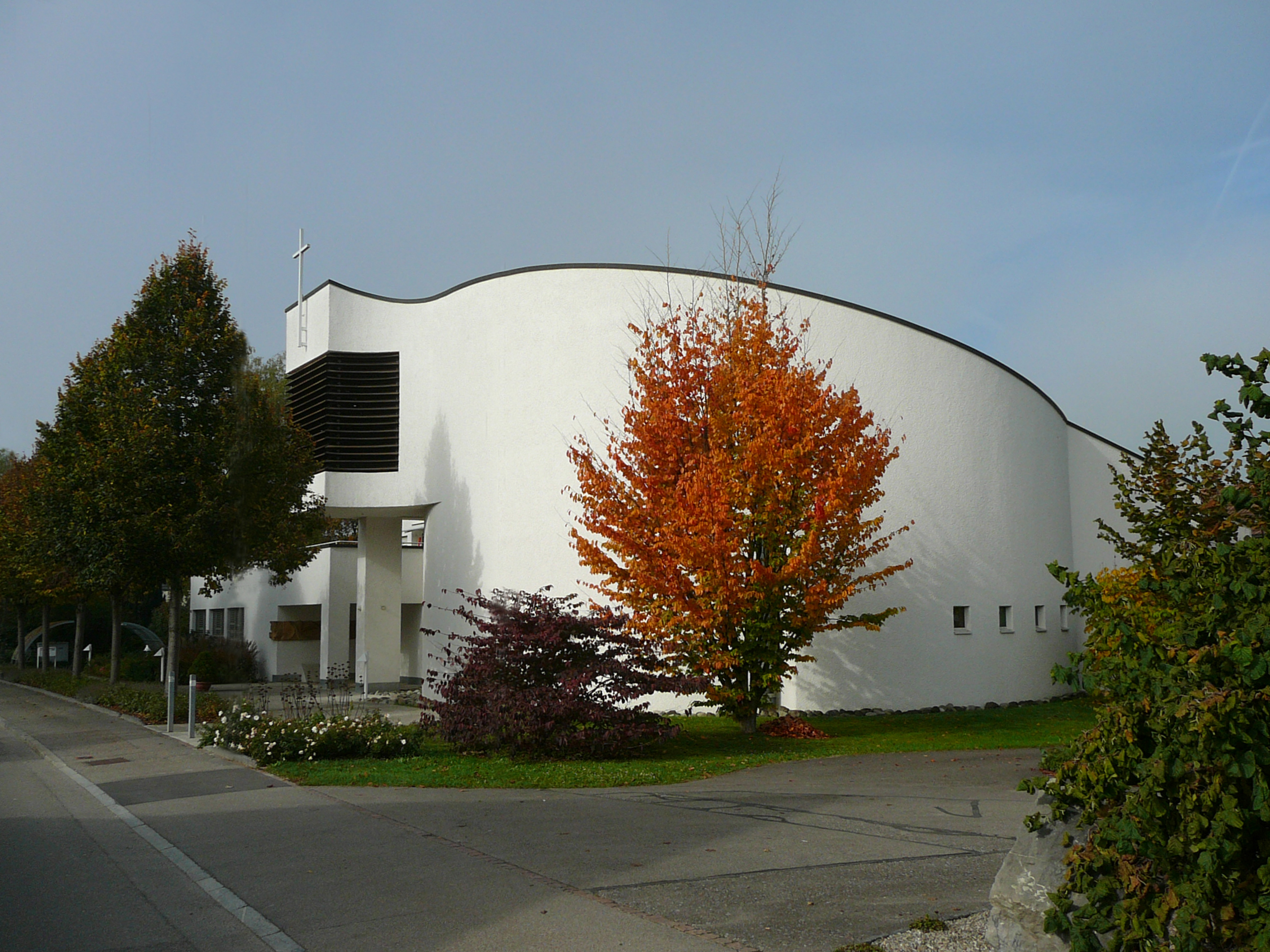
Katholische Kirche von Rafz
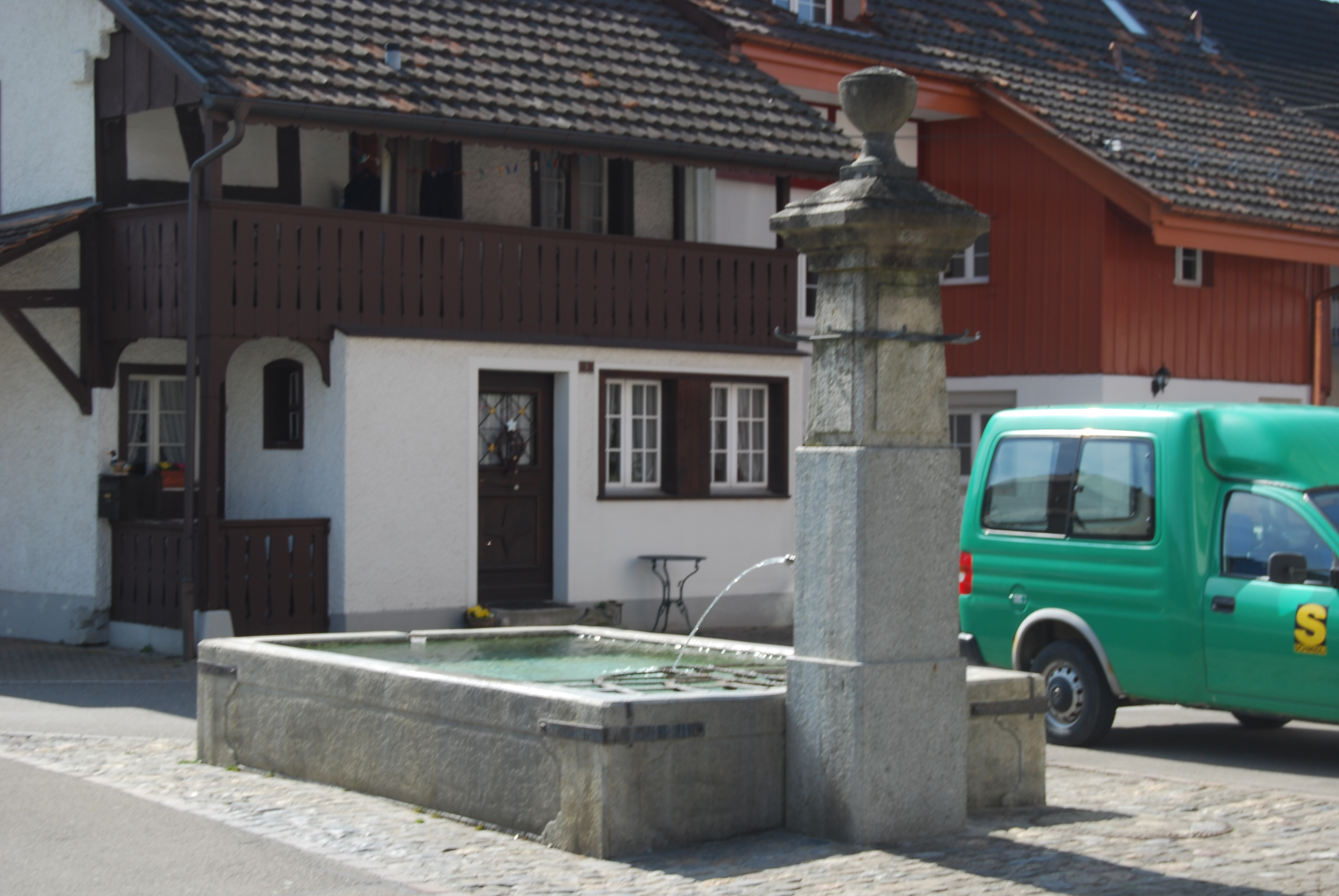
Dorfbrunnen
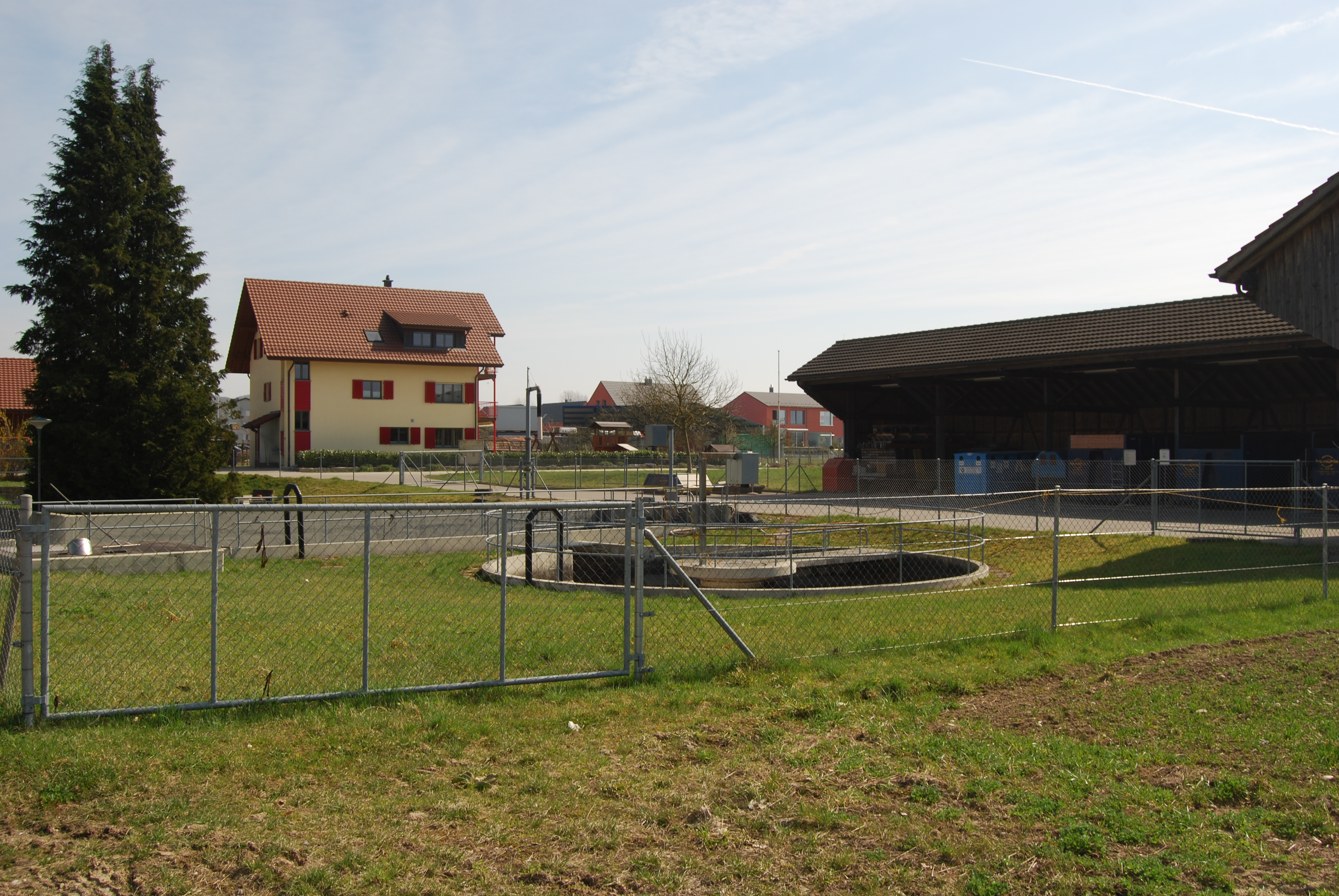
Ehemalige Abwasserreinigungsanlage Neues Entsorgungsgebäude
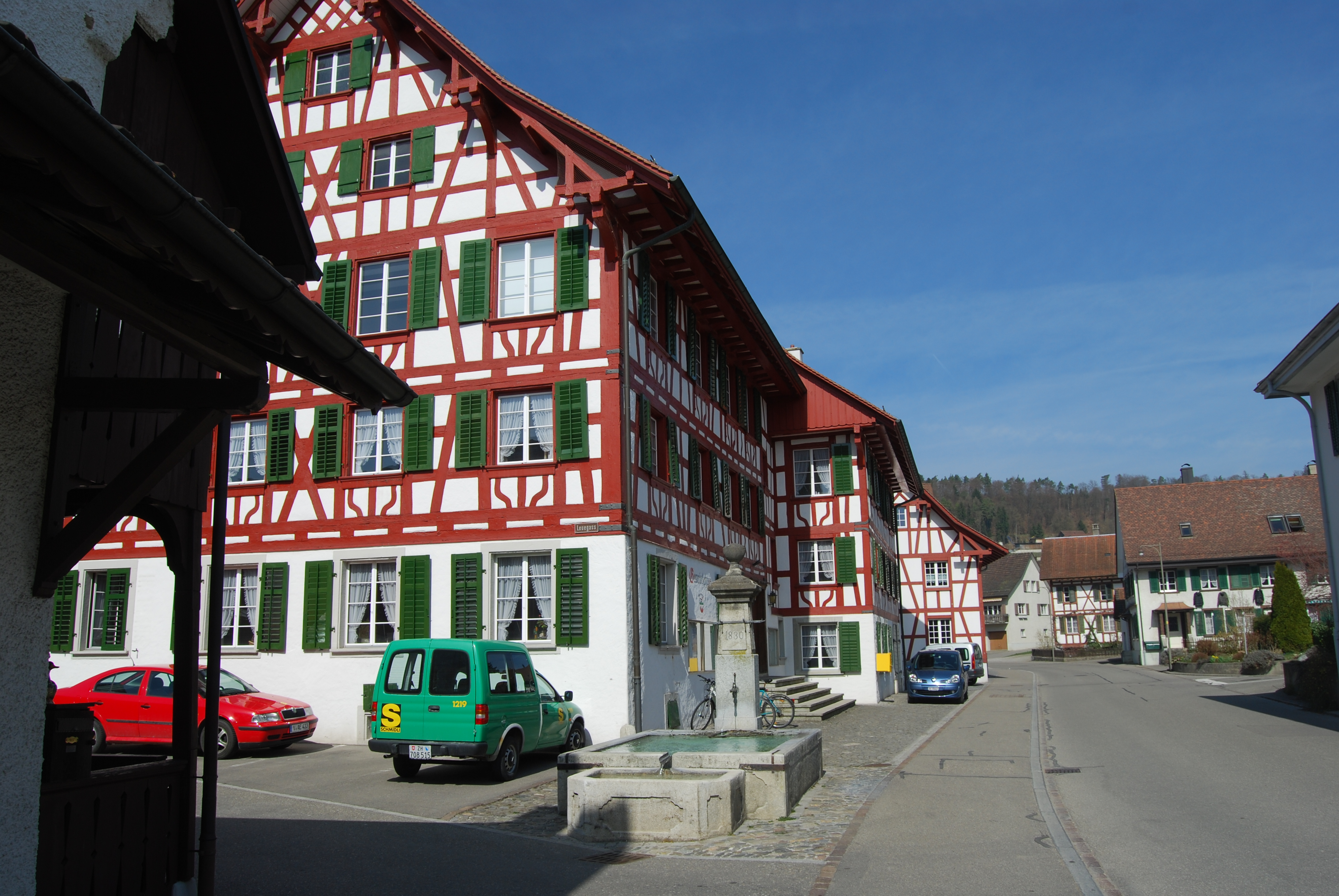
Dorfzentrum mit Gemeindehaus
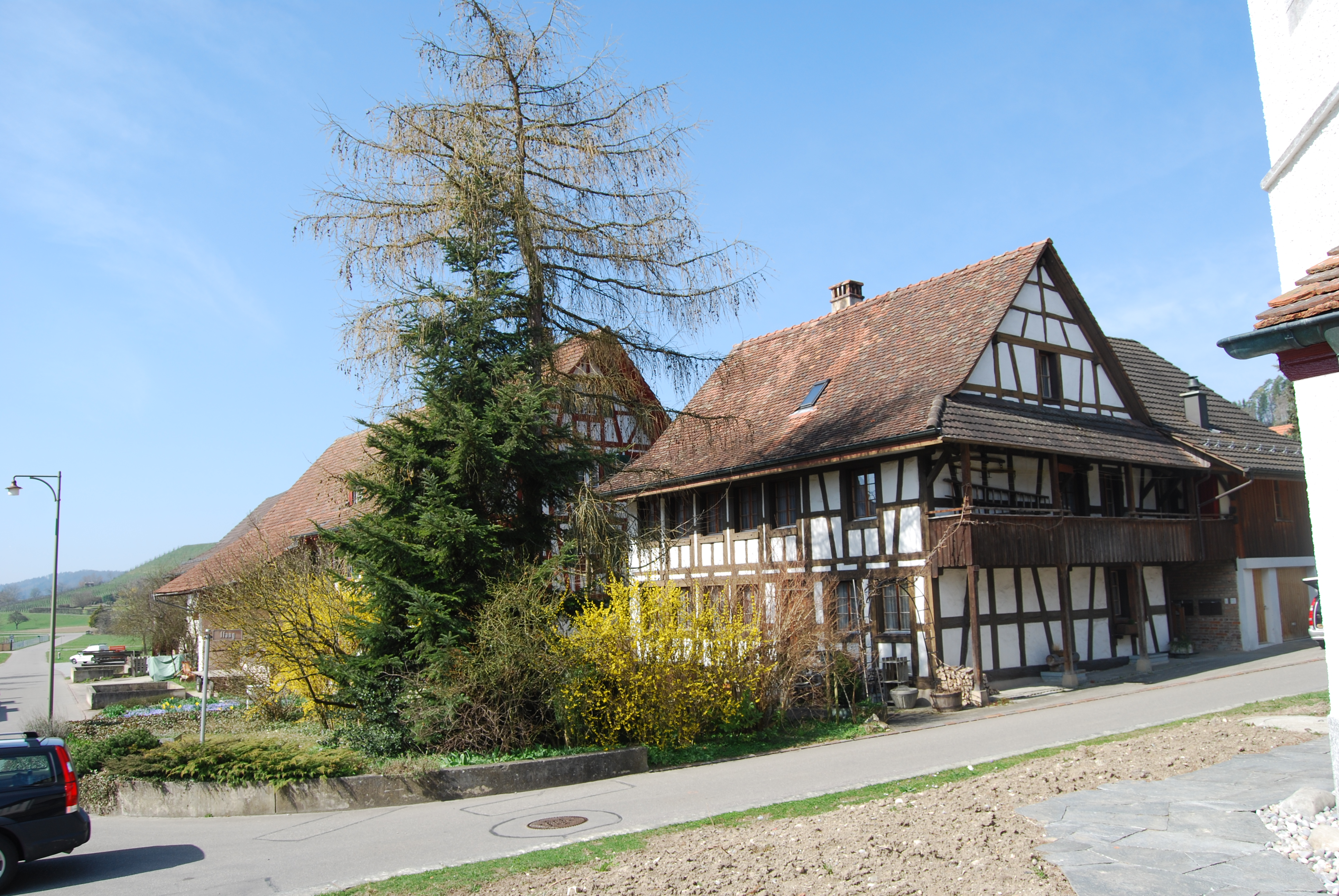
Fachwerkhäuser im Dorfzentrum
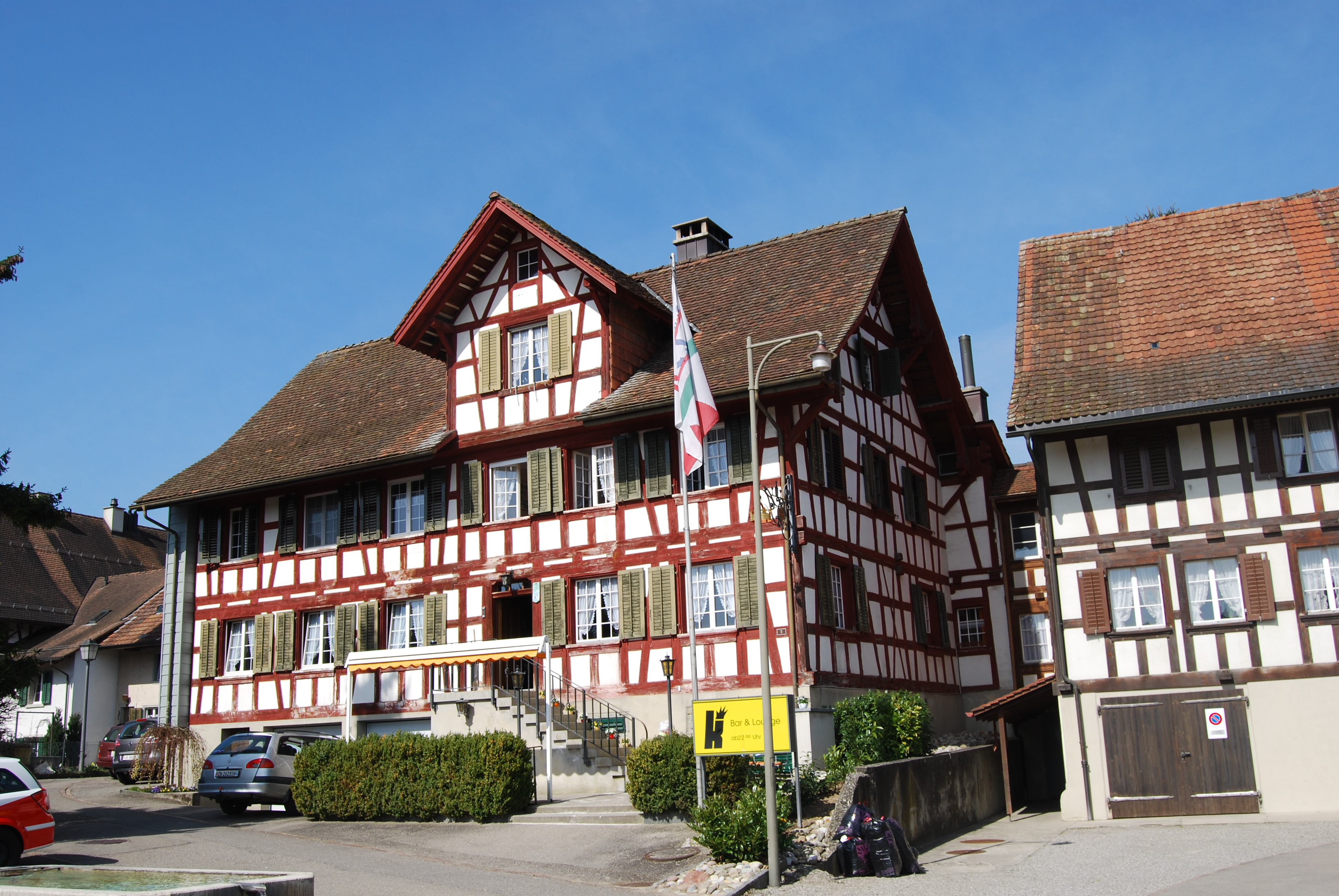
Fachwerkhäuser im Dorfzentrum
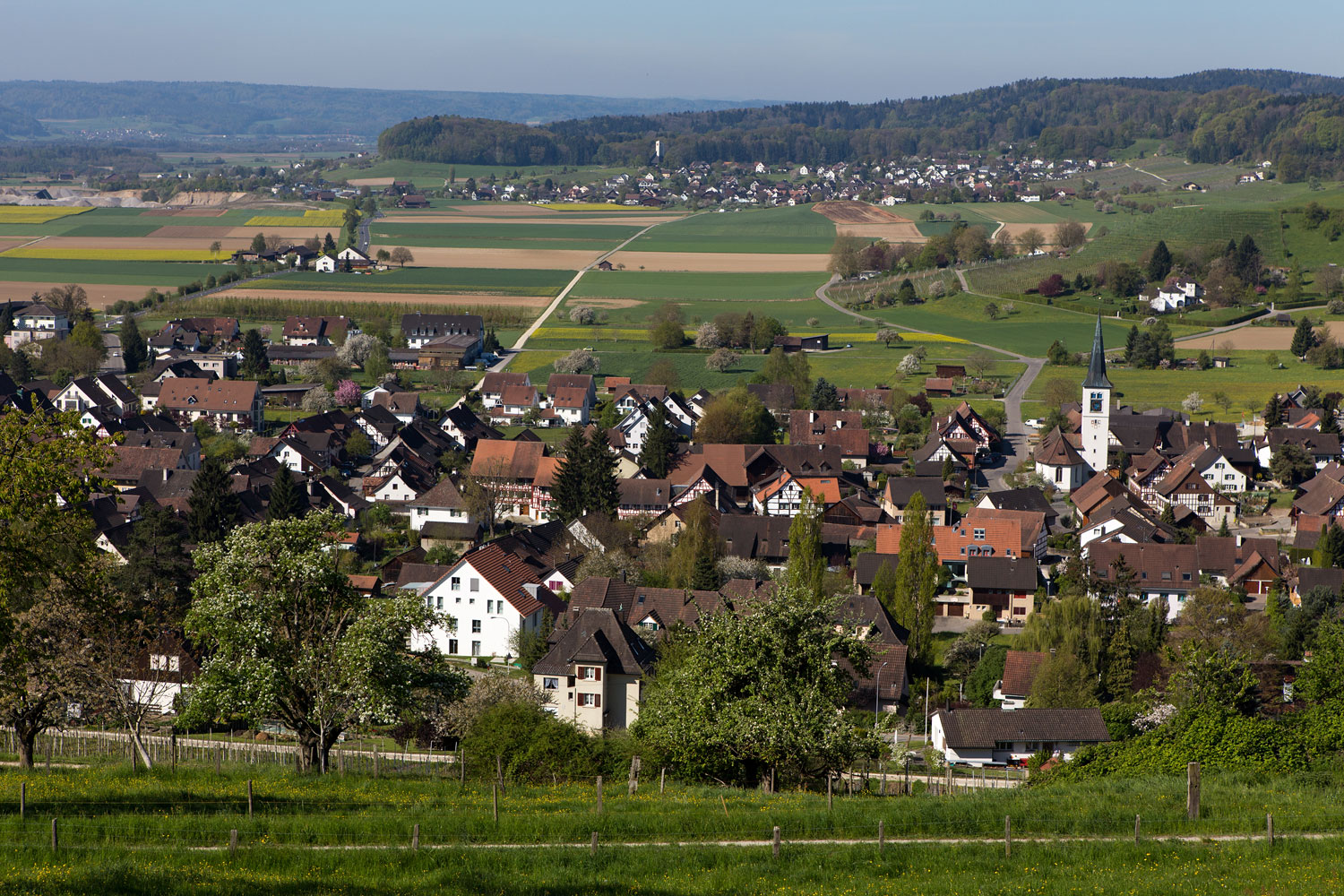
Dorfkern mit Kirche
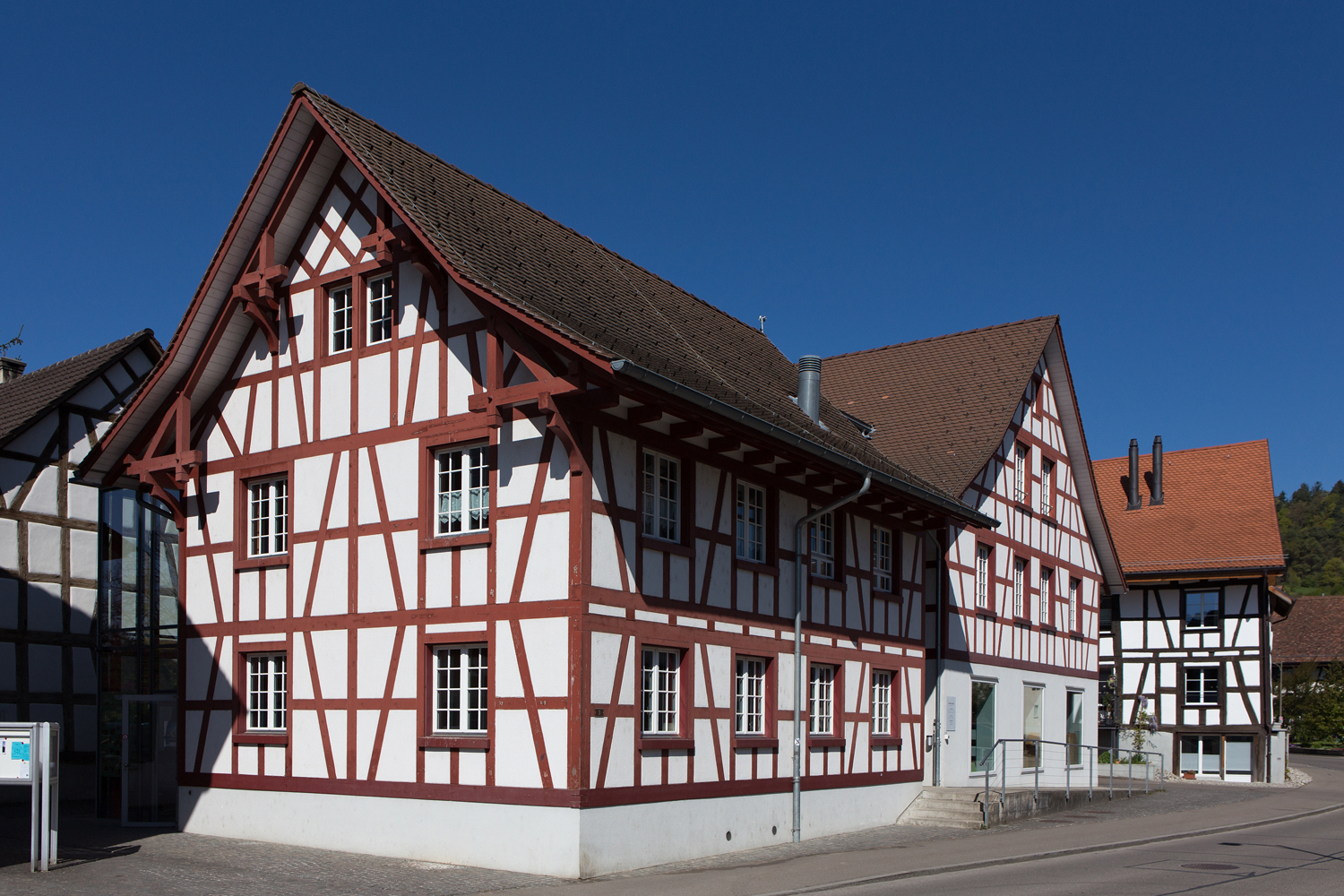
Zentrum Casa
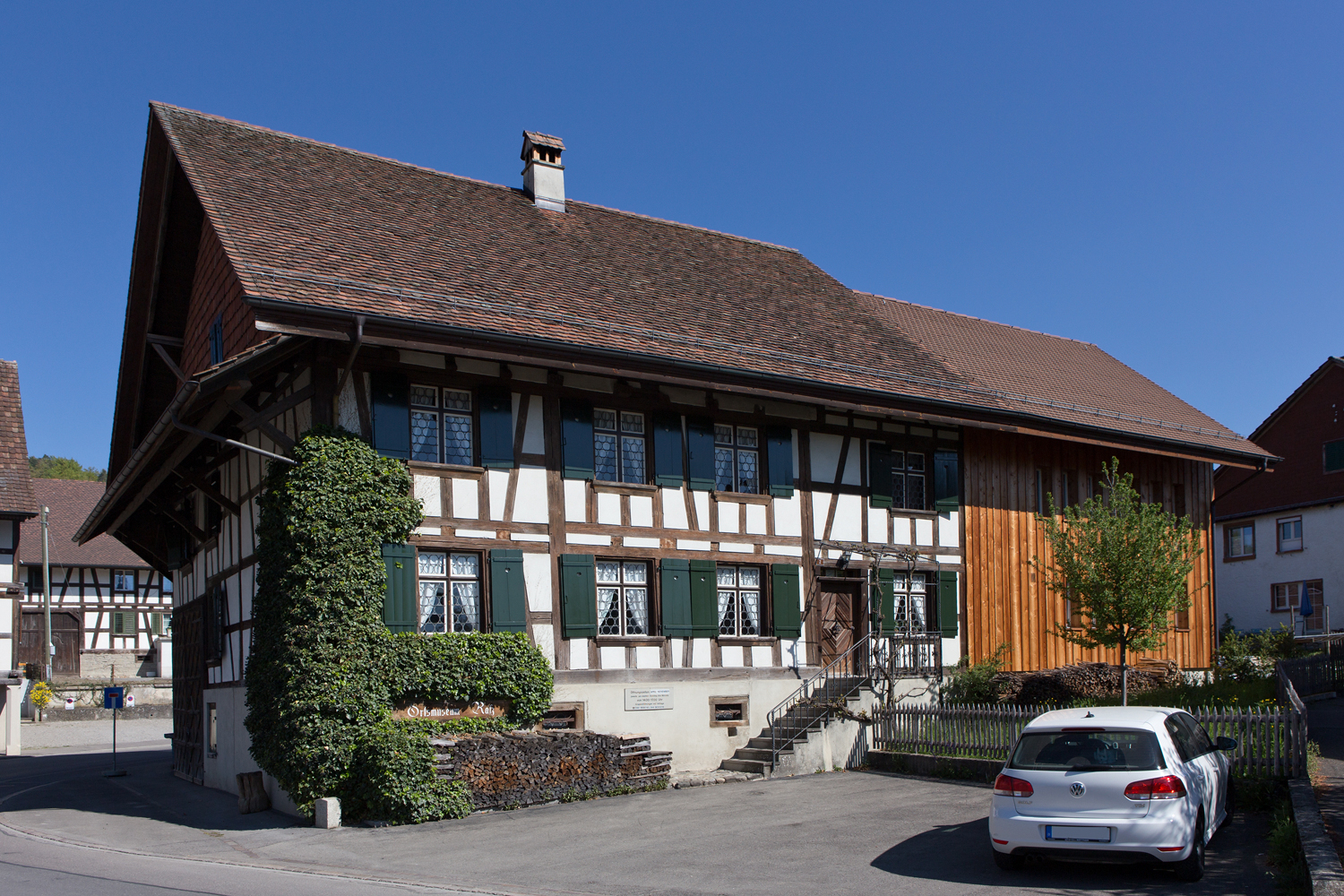
Ortsmuseum
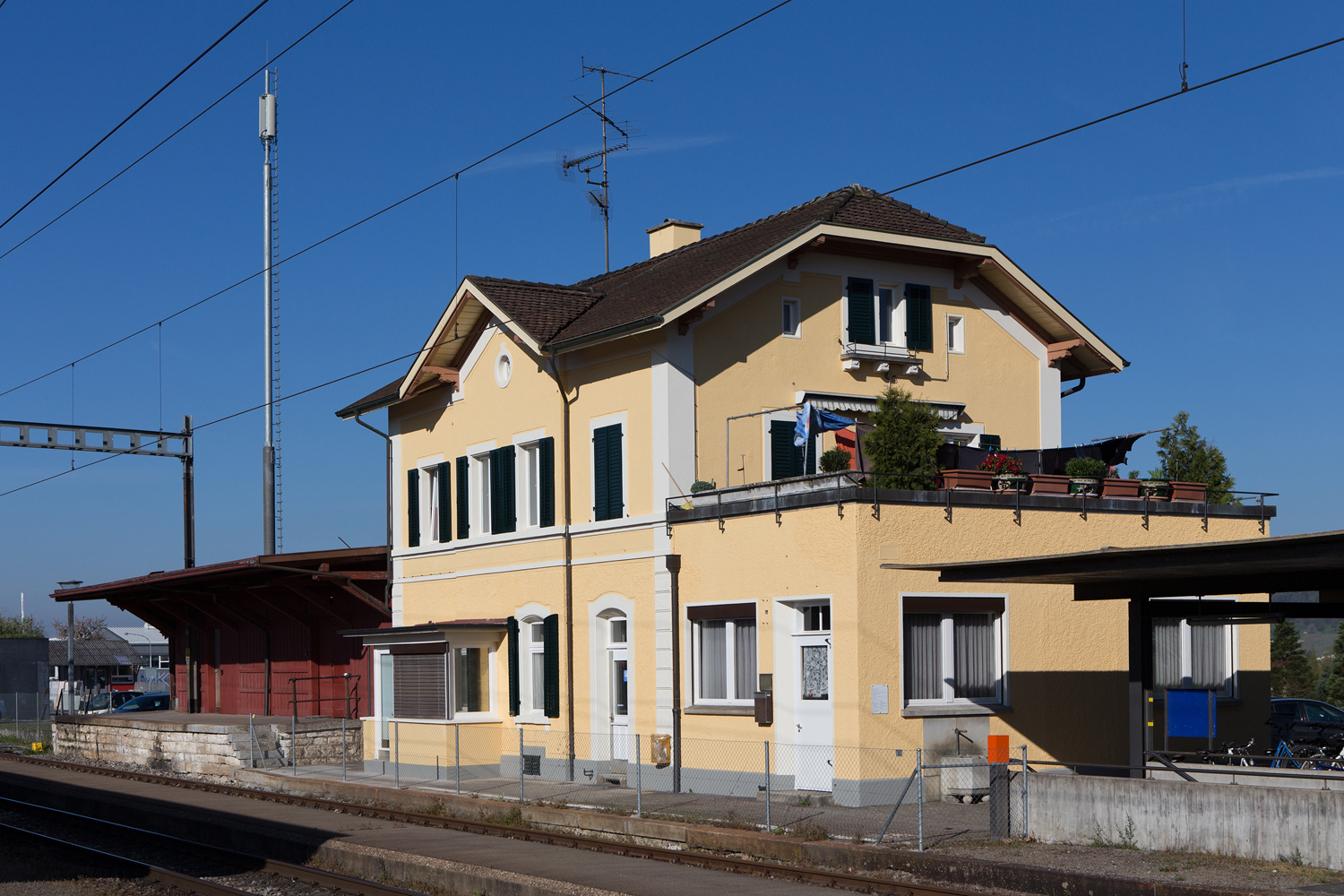
Bahnhof

## Persönlichkeiten
- Johannes Neukom (1921–2008), Agrikulturchemiker und Professor
- Ernst Theodor Mohl (1928–2021), deutscher Wirtschafts- und Sozialwissenschaftler und Hochschullehrer